# Old Locks and Irregular Verbs
Old Locks and Irregular Verbs ist ein Jazzalbum von Henry Threadgills Ensemble Double Up. Die am 22. Mai 2015 im System Two Studio, Brooklyn, entstandenen Aufnahmen erschienen am 1. April 2016 auf Pi Recordings. Das Album, das Debüt seines Ensembles Double Up, widmete Threadgill dem Musiker Lawrence D. Butch Morris, der 2013 gestorben war.

## Hintergrund
Die Uraufführung von Threadgills Komposition Old Locks and Irregular Verbs, seine Hommage an seinen langjährigen Freund und Kollegen, den Musikpionier Lawrence D. „Butch“ Morris,– fand beim New Yorker Winter Jazzfest 2014 statt. Auf Grund der hohen Erwartungen an dieses Werk und die Band, die es aufführte, waren dafür zwei Auftritte vorgesehen. Bei der Studioaufnahme der Musik leitete Threadgill (er selbst wirkt hier nicht als Musiker mit) das Ensemble Double Up – eine Band mit den beiden Pianisten Jason Moran und David Virelles, den beiden Altsaxophonisten Roman Filiu und Curtis Macdonald, dem Cellisten Christopher Hoffman, dem Tubisten José Davila und dem Schlagzeuger Craig Weinrib.
Thomas Conrad wies darauf hin, dass sich das Album in mehreren Aspekten von seinen Vorgängern unterschied: Double Up sei Threadgills erste neue Gruppe nach 15 Jahren Arbeit mit Zooid; außerdem sei es sein erstes Album, auf dem er als Instrumentalist nicht mitwirke und es sei seine erste Band unter Einbezug von Pianos.

## Titelliste
- Henry Threadgill, Ensemble Double Up – Old Locks and Irregular Verbs (Pi Recordings PI64)[3]
  1. Part One, 19:16
  2. Part Two, 3:53
  3. Part Three, 16:39
  4. Part Four, 7:12

Die Kompositionen stammen von Henry Threadgill.

## Rezeption

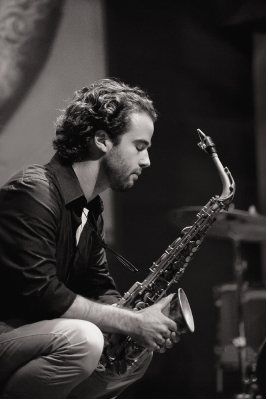
Curtis Macdonald (2013)

Das Album erfuhr bei seinem Erscheinen durchweg positive Rezensionen; in einer Rezension für Stereophile sagte Fred Kaplan über das Album: „Es ist sein wahrer Karriere-Meilenstein, eine der großen Jazzkompositionen der letzten Jahre, ein musikalisches Meisterwerk jenseits aller Kategorien.“ In seiner Rezension für PopMatters lobte John Garratt, Henry Threadgill sei zwar inzwischen Anfang 70, aber er mache weiterhin Musik, die nach keinem anderen als er selbst klinge; er bleibe in verblüffender Weise unnachahmlich. In seiner Kritik für den Down Beat stellte Bill Meyer fest: „Threadgill versucht nicht, die Musik im Fluge zu formen, wie es Morris getan hat, sondern stellt sicher, dass die Übergänge von vollständigen Band-Statements zu kleineren Interaktionen ohne Verlust an Schwung oder Klarheit erfolgen.“
Nach Ansicht von Glenn Astarita, der das Album in All About Jazz rezensierte, sei Threadgills Handschrift (auch wenn er nicht mitspiele) – vielschichtige Gedanken, Fokusverschiebungen – überall auf Old Locks and Irregular Verbs zu finden. Solo-Episoden, dichte Umgebungen und Individualität, gefolgt von oder überlagert von furchtlosen Erwiderungen, teilen sich den Raum, während dieses Septett sui generis seine Arbeit verrichtet. In einer Minute mag der Hörer die Art und Weise bewundern, in der die Pianisten Jason Moran und David Virelles zusammen- und getrennt arbeiten und einen Stil des Avant-Pointillismus zu ihrem beiderseitigen Vorteil verwenden. Aber dann könnte die Aufmerksamkeit sofort auf die rhythmischen Turbulenzen gelenkt werden, die Schlagzeuger Craig Weinrib unter der interaktiven Kombination von Tuba-Provokateur Jose Davila und Cellist Christopher Hoffman erzeuge. Und dann gebe es da noch das Team aus dem zwei Altsaxophonisten Roman Filiu und Curtis Macdonald, mit dem es zu kämpfen habe. Threadgills meisterhafte Mischung aus Unabhängigem und Interdependentem in Old Locks und Irregular Verbs sei lebendig und gut.
Thomas Conrad schrieb in JazzTimes, es sei eine Offenbarung, Klaviere in einem Threadgill-Ensemble mit all den schwungvollen Klängen und harmonischen Dichten zu erleben, die Moran und Virelles gemeinsam erzeugen können. Die Suite habe ein spezielles Thema und eine einzigartige Instrumentierung, aber es sei immer noch klassische Threadgill-Musik, was bedeute, dass man lernen müssen, sie zu erfassen.
Um diese Musik zu verstehen, müsse man der Versuchung widerstehen, die Komfortzone der „Solos“ aufzusuchen und stattdessen zu hören, wie sich Abfolgen unterschiedlicher Elemente wie neue Konzepte der Form ansammeln. Die ersten drei Sätze der Suite sind weitgehend komponiert und sorgfältig arrangiert. Aber sie hörten sich an, wie aus dem Moment geboren. „Ich möchte, dass meine Musiker spontane Ideen spielen“, zitiert er Threadgill. „Der einzige Weg, sie dazu zu bringen, besteht darin, die üblichen Hinweise zu überwinden.“ Das Fehlen von „üblichen Hinweisen“ ermögliche ungebundene, markante individuelle Streifzüge – in Ermangelung eines besseren Wortes nennen wir sie Soli – wie Davilas dunkles, ausgedehntes Tuba-Rätsel im ersten Teil und Weinribs leise expandierende Trommelmeditation im zweiten Teil. Am wichtigsten ist, dass Moran und Virelles auf eine neue kreative Situation mit einigen der gewagtesten und inspiriertesten Arbeiten ihrer Karriere reagieren. Sie bringen frische Ideen hervor, nicht in einem „Klavierduo“, sondern in einem brodelnden Klavierchor.
Nach Ansicht von Seth Colter Walls (Pitchfork Media) lägen die Wurzeln des Jazz zwar in New Orleans, und so habe die Musik Threadgills schon immer Zugang zum Stampfen der Trauermärschen gehabt. Aber wie es seine Art sei, sich jeder anderen Genre-Tradition zu nähern, füge Threadgill neue Veränderungen zu den erwartbaren Mustern seiner Musik hinzu. Er sei ein Fan von Vintage, aber gleichzeitig ein Experimentator, wenn es um Grammatik gehe. Obwohl es keinen einzige Ton seines eigenen sengenden Saxophonspiels enthalte, bleibe Old Locks and Irregular Verbs pure Threadgill-Musik und ein Höhepunkt seiner Karriere, der mit mehr als nur ein paar Klassikern bestückt sei.

## Auszeichnungen
Old Locks and Irregular Verbs wurde sowohl in der Kritiker-Poll-Umfrage des National Public Radio als auch in jener der JazzTimes zum besten Jazzalbum des Jahres 2016 gewählt.